# Thymus degenii
Thymus degenii — вид рослин родини глухокропивові (Lamiaceae), поширений у Болгарії та Греції.

## Поширення
Поширений у пд. Болгарії та пн.-сх. Греції.